# スマラジW
『スマラジW』（スマラジワイド）は、MBSラジオが2016年度ナイターオフ期間（2016年10月4日 - 2017年3月下旬）の毎週火曜日 - 金曜日夜間に編成していた自社制作・生放送番組のレーベル枠。正式なレーベル表記は『スマラジw』で、放送上の呼称は「スマラジ」。全曜日19:30スタートだが、放送時間は曜日ごとに異なっていた（詳細後述）。
当ページでは、2017年度からプロ野球期間（2017年4月 - 9月）に月1回のペースでおおむね土曜日の夜間に放送される関連番組『ナジャ・グランディーバのレツゴーサタデー』シリーズについても述べる。

## 概要
2015年度のナイターオフ期間限定で放送していた『ニュースターラジオ』の放送枠を受け継ぎながら、新しいラジオのレーベル枠として再出発。MBSラジオがナイターオフ期間の平日夜間に自社制作番組のレーベル枠を設けるのは、2013年度・2014年度に編成していた『茶屋町プレミアムナイト』の終了（2015年3月）以来2シーズン振りである。
レーベル名のスマラジは、『スマートでラジカル』という意味を込めるとともに、『スマートフォンで話題をシェアし、ラジコで楽しむ』という聴き方を想定。曜日ごとに異なる生放送番組を編成したうえで、日替わりで出演するパーソナリティにとって「今一番やりたい企画」を放送する。ただし、『茶屋町プレミアムナイト』2014年度版のような2部構成ではなく、2013年度版と同じく1曜日につき1番組で構成。その一方で、『茶屋町プレミアムナイト』時代と同様に、「MBSニュース」「お天気のお知らせ」を内包する。
2017年3月30日（木曜日）の『笑い飯哲夫の明るく楽しいニュースシャワー』で、レーベル枠としての放送を終了。2017年度のナイターイン編成では、当レーベル金曜枠の『ナジャとアナの虹色レインボー』のみ、『ナジャ・グランディーバのレツゴーサタデー』という単独番組として土曜日の夜間に月1回のペースで放送していた。
なお、MBSラジオでは2017年度のナイターオフ編成で、火 - 金曜日18:00 - 20:00の生放送番組を対象に『MBSヨル隊』というレーベルを新設。『スマラジw』としては1シーズンで終了したが、『ナジャ・グランディーバのレツゴーサタデー』を金曜枠で事実上継続させた。さらに、当レーベル火曜枠の『メッセンジャーあいはらの夜はこれから!』を水曜枠で、当レーベル木曜枠の『笑い飯哲夫の明るく楽しいニュースシャワー』を『笑い飯哲夫の明るく元気なニュースシャワー』として木曜枠で復活させた。当レーベル水曜枠の『マイコー・ミュージック』については、パーソナリティの松本麻衣子（毎日放送アナウンサー）が放送終了後の2017年4月から産前産後休暇に入っている関係で継続せず、『ヨル隊』の火曜枠に新番組『金村義明のええかげんにせぇ〜!』が編成された。

## 放送時間
- 毎週火曜日：19:30 - 22:00
- 毎週水曜日
  - 19:30 - 21:45（2016年12月まで）[2]
  - 19:30 - 22:00（2017年1月4日以降）
- 毎週木曜日
  - 19:30 - 22:00（2016年10月・12月および2017年3月30日）
  - 19:30 - 21:49（2016年11月）[3]
  - 19:30 - 21:45（2017年1月5日以降）[4]
- 毎週金曜日：19:30 - 21:00[5]

全曜日とも、20:30頃に「MBSニュース」を内包。金曜以外の曜日には、20時台「MBSニュース」の直後に「お天気のお知らせ（天気予報）」、21:20頃に最終版の「MBSニュース」を放送する。

### 備考
- 2016年10月11日（火曜日）には『シェアラジオ・ 民放ラジオ特別番組 宇多田ヒカルのファントーム・アワー』、2017年3月29日（水曜日）には『メイプル超合金のエネルギー新発見!』（ニッポン放送制作の特別番組）を21:00 - 22:00に編成したため、当レーベル枠の番組（火曜日：『メッセンジャーあいはらの夜はこれから!』、水曜日：『マイコー・ミュージック』）を21:00で終了させた。
- 2016年の日本プロ野球ポストシーズン期間中の火  - 金曜日にセントラル・リーグクライマックスシリーズ　ファイナルステージおよび日本シリーズのナイトゲームを開催する場合には、『MBSベースボールパーク』として他局制作分中継の同時ネットを実施したため、当レーベルの番組を休止。本来は当レーベル各曜日の番組に内包している「MBSニュース」「お天気のお知らせ」については、中継終了の直後から、10分間の独立番組としてセットで放送した。
  - 10月12日（水曜日）から14日（金曜日）までは、ニッポン放送の制作によるセントラル・リーグクライマックスシリーズ　ファイナルステージ・広島東洋カープ対横浜DeNAベイスターズ戦（マツダスタジアム）中継の同時ネットを実施。第1戦（12日）・第2戦（13日）には20時台で試合が終了したため、中継終了から『MBSニュース』までの時間帯には、『MBSベースボールパーク みんなでホームイン!』（当レーベルの前枠番組）当該曜日のレギュラーアナウンサーとアシスタント[9] が毎日放送本社M館ラジオスタジオから（同時期に札幌ドームで開催されていたパシフィック・リーグクライマックスシリーズ　ファイナルステージ・北海道日本ハムファイターズ対福岡ソフトバンクホークス戦を含めた）試合の経過や阪神タイガース関連の情報を伝えた[10]。
  - 10月25日（火曜日）から27日（木曜日）までは、HBCラジオの制作による日本シリーズ第3戦 - 第5戦・日本ハム対広島戦（札幌ドーム）中継を同時ネット形式で放送した。

## 番組タイトル・出演者

### 火曜日

#### 『メッセンジャーあいはらの夜はこれから!』
- パーソナリティ：メッセンジャーあいはら
- パートナー：ガリガリガリクソン、前田阿希子[11]（出演期間中はMBSアナウンサー[12]）

### 水曜日

#### 『マイコー・ミュージック』
- パーソナリティ：松本麻衣子[13]（MBSアナウンサー）
- パートナー：ヤナギブソン（ザ・プラン9）[14]

### 木曜日

#### 『笑い飯哲夫の明るく楽しいニュースシャワー』
- パーソナリティ：笑い飯哲夫
- パートナー：斉藤雪乃[15]
  - 哲夫が休演する場合には、後輩の漫才コンビのメンバーから1名がパーソナリティ代理を務めることから、下記のように番組タイトルを「（パーソナリティ代理のコンビ名・名前）の明るく楽しいニュースシャワー」に変更。また、大吉洋平（MBSアナウンサー）がパートナーに加わっていた[16]。
    - 2016年11月17日放送分：「スーパーマラドーナ武智の明るく楽しいニュースシャワー」
      - パーソナリティ代理：武智正剛（スーパーマラドーナ）

    - 2016年12月8日放送分：「学天即奥田の明るく楽しいニュースシャワー」
      - パーソナリティ代理：奥田修二（学天即）[17][18][19]

  - 当番組2016年度版のコーナー「週末おでかけ寺社仏閣」で大念佛寺（大阪市平野区）での公開収録を実施したことから、2016年度版終了後の2017年5月1日にも、同寺の境内で『笑い飯哲夫の明るく楽しい大念佛寺』（哲夫や山本量子などの出演による特別番組）を公開収録。MBSラジオでは、その模様を1週間後（8日）の『MBSマンデースペシャル』内で放送した。

### 金曜日

#### 『ナジャとアナの虹色レインボー』
- パーソナリティ：ナジャ・グランディーバ[20]
- パートナー：主にMBSアナウンサー（週替わりで1名または2名が出演）
  - 2016年10月：亀井希生（7日）、松井愛（21日）、上泉雄一（28日）
  - 2016年11月：古川圭子[21]（4日）、福島暢啓[22]（11日）、関岡香（18日）、近藤亨[23]（25日）
  - 2016年12月：河田直也[22]（2日）、前田阿希子[22]（9日）、山中真（23日）
    - 「MBSラジオ スペシャルウィーク」期間中の16日放送分には、アナウンサーが出演しない代わりに、立命館大学[24] の学生時代に毎日放送のアナウンサー試験を受けていた浅越ゴエ（ザ・プラン9）がアナウンサーに準じるゲストとして登場した。なお、30日には『報道するラジオ年末スペシャル「まさか!ほんまに!?　2016」』を16:30 - 21:00に編成した関係で休止。

  - 2017年1月：豊崎由里絵[25]（6日）、金山泉（13日）、武川智美（20日）、玉巻映美（27日）
  - 2017年2月：藤林温子[26]（3日）、松本麻衣子[27]（10日）、近藤亨[28]・森本尚太（24日）
    - 17日放送分には、かつてアナウンサーとしてMBSに勤務していた近藤光史（MBSラジオで複数の冠番組を担当するフリーアナウンサー）が、武川[29] と共にゲストで出演。

  - 2017年3月：来栖正之（3日）、松井愛・古川圭子[21]（10日）、山中真[30]・金山泉（17日）、亀井希生（24日）
    - 3日には、2017 ワールド・ベースボール・クラシック日本代表強化試合（京セラドーム大阪での対阪神戦）の生中継（実況：仙田和吉、解説：藪恵壹、ゲスト：谷繁元信）を19:00 - 21:00に編成した関係で、当番組の放送時間を18:00 - 19:00に変更。「MBSニュース」やレギュラーコーナーの大半を割愛する一方で、中継の阪神側ベンチリポーターを務める金山が、京セラドームの放送席から試合のスターティングメンバーと自身の結婚を伝えた。
    - 2016年度の放送では、エンディングコーナー「ナジャの虹色保健室」のオープニングナレーションを、毎日放送アナウンサー室アナウンサーセンター長（当時）の加藤康裕が事前収録で担当。前述したように部下のアナウンサーが交互にパートナーを務めてきたことから、最終回に当たる24日放送分では、アナウンサー室を代表して同コーナーにサプライズゲストとして登場した。

## プロ野球シーズン中に放送する関連番組

### 2017年度
2017年度のプロ野球シーズンには、4月15日から月に1回のペースで、NPBナイトゲームの開催を最初から予定していない土曜日の基本として18:00 - 21:00 に『ナジャ・グランディーバのレツゴーサタデー』を生放送。ナジャ・グランディーバとチキチキジョニーがレギュラーを務めるほか、『ナジャとアナの虹色レインボー』で放送した企画の一部を引き継ぐ。また、同番組に続いて、毎日放送のアナウンサーも月替わりで一部のコーナーへ交互に出演する。
MBSラジオでは、2017年の6月から8月まで、全ての週の土曜日の夜間に阪神戦を含むNPBのナイトゲーム中継を編成。当番組については、以下のように放送曜日・時間やタイトルを変更しつつも、月1回の生放送を続けていた。
- 2017年6月：阪神戦がデーゲーム[32] であった25日（日曜日）の20:00 - 21:00に、『ナジャ・グランディーバのレツゴーサンデー』として放送。
- 2017年7月：22日（土曜日・海の日）の11:30から「神戸港開港150周年海フェスタ神戸・笑かスノー夏祭り」（公開生放送・収録と連動したMBSラジオの主催イベント）関連の特別編成を組んだことに伴って、15:45 - 17:43に放送[33]。このため、当該時間帯のレギュラー番組『桜井一枝&井上雅雄のるんるん土曜リクエスト』を休止した。
- 2017年8月：『こんちわコンちゃんお昼ですょ!』のパーソナリティである近藤光史が11日（金曜日・山の日）から14日（月曜日）まで夏季休暇へ入っていたため、11日に同番組の放送枠（12:30 - 15:30[34]）で『ナジャ・グランディーバのレツゴーホリデー』として放送した。

2017年度ナイターイン編成最終月である9月には、阪神戦のデーゲームが予定されていた16日（雨天中止）以外の土曜日に阪神のナイトゲーム中継を編成している関係で、16日に上記の時間帯で『レツゴーサタデー』として放送した。
前述したように、MBSラジオでは、2017年度のナイターオフ編成で『MBSヨル隊』を新設。当番組は、『ナジャ・グランディーバのレツゴーフライデー』というタイトルで金曜枠での週1回放送へ移行するとともに、ナジャとチキチキジョニーが続投した。

### 2018年度
前年に続いて、『ナジャ・グランディーバのレツゴーサタデー』を月に1回のペースで放送。前年度と同じ内容で、NPBナイトゲームの開催を最初から予定していない土曜日の夜間（基本として19:00 - 21:00）を中心に放送枠を設定する。

### 2019年度
前年に続いて、『ナジャ・グランディーバのレツゴーサタデー』を月に1回のペースで放送。同年度からの土曜日は、阪神の試合がデーゲームであった場合、同日の他球団同士のナイトゲームの中継は原則として実施しないため、該当する土曜日の夜間（基本として19:00 - 21:00）に放送枠を設定する（当番組を放送しない週も、単発の特別番組を編成する）。
本年度はこれまでMBSアナウンサーが担っていた番組内のコーナー「ナジャじゃジャーナル」を「ナジャじゃジャーナル S」としてチキチキジョニーが所属している松竹芸能の芸人が担当することになる（実質はイベント等のPRも兼ねたゲストコーナーでもある）。
- 4月6日 : 桂梅團治
- 5月11日 : 森脇健児 (後述)
- 6月8日 : チョップリン (当初は5月に登場する予定だったが4月下旬に公式ツイッターで森脇へと変更すると発表された)
- 7月27日 : 松原タニシ
- 8月17日 : アルミカン
- 9月21日 : ベルサイユ

また新しい試みとして「ベルサイユのハラミ」なるラジオドラマを5月放送分から展開。なおタイトル内にあるベルサイユだが9月に「ナジャじゃジャーナル S」に登場したベルサイユとは無関係。ドラマのナレーションは田丸一男。だがラジオドラマよりもナジャ・チキチキのフリートークが聞きたいというリスナーからの意見が大半だった。

### 2020年度
前年に続いて、『ナジャ・グランディーバのレツゴーサタデー』を月に1回のペースで放送。阪神のナイトゲームが最初から予定されていない土曜日の夜間（基本として19:00 - 21:00）に放送枠を設定。新型コロナウイルス感染症の影響でプロ野球の開幕が延期されたものの、4月の段階から、日本シリーズが終了する11月まで以上の形態で放送した。
8月はすべての週で阪神のナイトゲームが組まれていたため、同月22日 の当該時間帯に、『ナジャ・グランディーバのレツゴーサタデー生配信スペシャル』と称して、MBSラジオのYouTube公式チャンネルからライブ配信。その音源を1時間に編集した地上波バージョンを、9月1日（日曜日）の24:50 - 25:50（2日の0:50 - 1:50）に放送した。10月分については、「神戸コレクション The New Reality」とのコラボレーション企画として、18日の14:00から『生配信スペシャル』をライブ配信。その音源を90分に編集した地上波バージョンを、10月31日（土曜日）の19:30 - 21:00に放送した。

### 2021年度
前年に続いて、『ナジャ・グランディーバのレツゴーサタデー』を月に1回のペースで放送。阪神のナイトゲームが最初から予定されていない土曜日の夜間（基本として19:00 - 21:00）に放送枠を設定。なお6月19日と7月3日は、ナジャが新型コロナウィルス感染により休演したためチキチキを中心に全編のサポート役として亀井希生（6月19日）・三ツ廣政輝（7月3日）を加えて放送した。

### 2022年度
前年に続いて、『ナジャ・グランディーバのレツゴーサタデー』を月に1回のペースで放送。阪神のナイトゲームが最初から予定されていない土曜日の夜間（基本として19:00 - 20:55）に放送枠を設定。
本年度は『ナジャとアナの虹色レインボー』から前年度の『ナジャ・グランディーバのレツゴーフライデー』まで継続していたコーナー「ナジャじゃジャーナル」を休止。これにより2019年度以来3年ぶりにMBSアナウンサーが登場しない事となる。
5月放送分（5月7日）は、ミッツ・マングローブがゲスト出演した。
7月は阪神が絡む土曜ナイターがほぼ毎週組まれることや、同じく土曜夜に月1回放送される『カベポスターのMBSヤングタウンNEXT』との兼ね合いも発生するため、7月の放送を行わない代わりに6月は放送を2回編成する（6月4日と25日）。

### MBSアナウンサーの出演履歴
基本として、『虹色レインボー』時代から続くニュース関連のテーマトークコーナーにのみ、進行役で出演。

#### 2017年「ナジャじゃジャーナル」
- 4月15日：玉巻映美[39]
- 5月13日：田丸一男[40]
- 6月25日：藤林温子[41]
- 7月22日：森本尚太
- 8月11日：近藤亨（「ナジャじゃジャーナル」にのみ出演）・亀井希生（ナジャに代わって15:00以降出演[42]）
- 9月16日：近藤亨[41]

#### 2018年「ナジャじゃジャーナル・エクストラ」
- 4月7日：藤林温子[43]
- 5月19日：千葉猛
- 6月16日：松井愛
- 7月15日：近藤亨
  - 当日が日曜日であったため、『ナジャ・グランディーバのレツゴーサンデー』というタイトルで、19:30 - 21:00に生放送。
- 8月 : 毎週土・日曜日の夜間にNPBのナイトゲーム中継を編成したことなどから、当番組を休止。
- 9月15日：西村麻子[44]

#### 2020年「ナジャじゃジャーナル」
- 4月11日：森本尚太
- 5月16日：藤林温子
- 6月13日：山中真
- 7月4日：福島暢啓
- 8月22日：野嶋紗己子
- 9月19日：清水麻椰
- 10月18日（日）：藤林温子
- 11月7日：三ツ廣政輝[44]

#### 2021年「ナジャじゃジャーナル」
- 4月24日：近藤亨
- 5月22日：森本尚太
- 6月19日：清水麻椰（当日はナジャが休演のため、亀井希生が代演）
- 7月3日：川地洋平（当日はナジャが休演のため、三ツ廣政輝[44]が代演）
- 8月21日：藤林温子
- 9月18日：福島暢啓
- 10月2日：山中真